# アレクサンドル・アルメトフ
アレクサンドル・アルメトフ（ロシア語: Александр Давлетович Альметов, ラテン文字転写: Aleksandr Almetov1940年1月18日 - 1992年1月18日）は、ソビエト連邦キーウ出身のアイスホッケー選手。ポジションはセンター。

## 経歴
キーウで生まれたが、独ソ戦の勃発に伴い、家族でモスクワ近郊に脱出し、そこで育った。フセヴォロド・ボブロフにあこがれ、アイスホッケー選手を目指すようになった。14歳のときにアナトリ・タラソフに見出された。
1958年にHC CSKAモスクワに入団し、リーグ優勝7回（1959年-1961年、1963年-1966年）、1964年には得点王にもなった。
ソビエト連邦代表としても、1959年から1967年までプレーし、右ウィングのコンスタンティン・ロクテフ、左ウィングのベンヤミン・アレクサンドロフと共に第1ラインを構成、ソビエト連邦のアイスホッケー史上優れたトロイカの1つとなった。1960年のスコーバレーオリンピックでは銅メダル、1964年インスブルックオリンピックでは全8試合に出場し5得点をあげて金メダル獲得に貢献した。アイスホッケー世界選手権でも1963年から1967年まで5連覇（1964年はオリンピックが世界選手権にもなっている。）を果たしたメンバーの1人である。労働赤旗勲章を受賞した。
1967年に飲酒問題やチームの規律を乱したことでCSKAモスクワを追放され、27歳で現役を引退した。その後、CSKAモスクワのジュニアチームのコーチに就任したが飲酒問題により失職、その後20年ほど墓掘りを続けた。1990年、妻と共にアメリカ合衆国に移住したが、1年も経たずにソ連に帰国した。
1992年にモスクワで肺炎のため死去した。
1963年に名誉スポーツマスターに選ばれた。

## 人物
優れたディフェンシブフォワードであり、彼はキルプレー（味方選手が退場になり氷上の選手が少ない状態）における大黒柱であった。冷静さを持った選手であった。

## 詳細情報

### 表彰
- 世界選手権オールスター（1965年、1967年）[6]
- ソビエトリーグ得点王（1964年）[6]
- ソビエトリーグオールスター3回（1961年-1963年）[6]

### 記録
- オリンピック金メダル1回（1964年）、銅メダル1回（1960年）
- 世界選手権優勝4回、3位1回

### 代表歴
- 1960年スコーバレーオリンピックアイスホッケーソビエト連邦代表
- 1961年アイスホッケー世界選手権ソビエト連邦代表
- 1963年アイスホッケー世界選手権ソビエト連邦代表
- 1964年インスブルックオリンピックアイスホッケーソビエト連邦代表
- 1965年アイスホッケー世界選手権ソビエト連邦代表
- 1966年アイスホッケー世界選手権ソビエト連邦代表
- 1967年アイスホッケー世界選手権ソビエト連邦代表